# Sporting Clube da Boa Vista
O Sporting Clube da Boa Vista é um clube desportivo sediado na ilha da Boa Vista, localizada no país africano de Cabo Verde. Foi fundado em 1956 e é a segunda equipa mais antiga da ilha, além de possuir departamentos que incluem futebol e atletismo.
O Sporting Clube da Boa Vista é a filial do Sporting Clube de Portugal e obteve o seu primeiro título de campeonato regional em 2010. Em março de 2020, o Sporting venceu o seu segundo título com 7 pontos de vantagem sobre o Onze Estrelas Clube de Bofareira. Os últimos dois jogos foram cancelados por causa da pandemia de COVID-19. Mesmo assim, acabou por vencer esse campeonato.

## Estádio

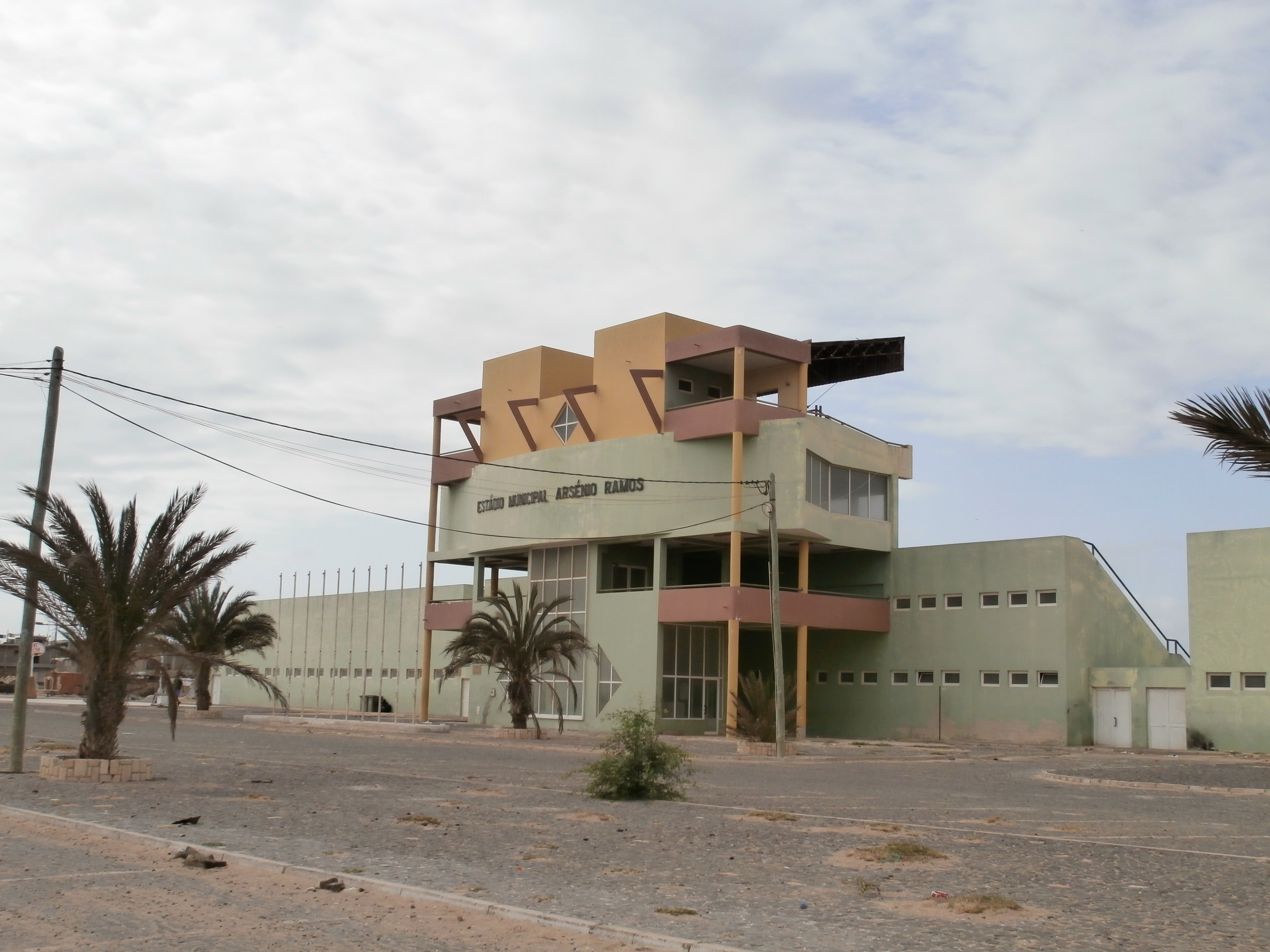
Estádio Arsénio Ramos, o casa de Sporting Boa Vista

O jogo inaugural do Estádio Arsénio Ramos aconteceu em 9 de fevereiro de 2008. Todos os clubes da Associação Regional de Futebol da Boa Vista jogam no estádio.

## Títulos
- Liga Insular da Boa Vista: 2

2009/10, 2019-20

## Futebol

### Palmarés
| Escalão | Nº Presenças | Títulos | Melhor Classificação |
| I       | 1            | 0       | 4 (Grupo B)          |
| II      | 35-40        | 1       | 1°                   |